# Bonneville (Alta Saboya)
Bonneville (en francoprovenzal Bônavela) es una comuna francesa situada en el departamento de Alta Saboya, de la región Auvernia-Ródano-Alpes.

## Geografía
La comuna está situada en la confluencia de los ríos Arve y Borne, a los pies del Môle y de la Punta de Andey. Limita al sur con Saint-Pierre-en-Faucigny y al este con Ayse.

## Historia

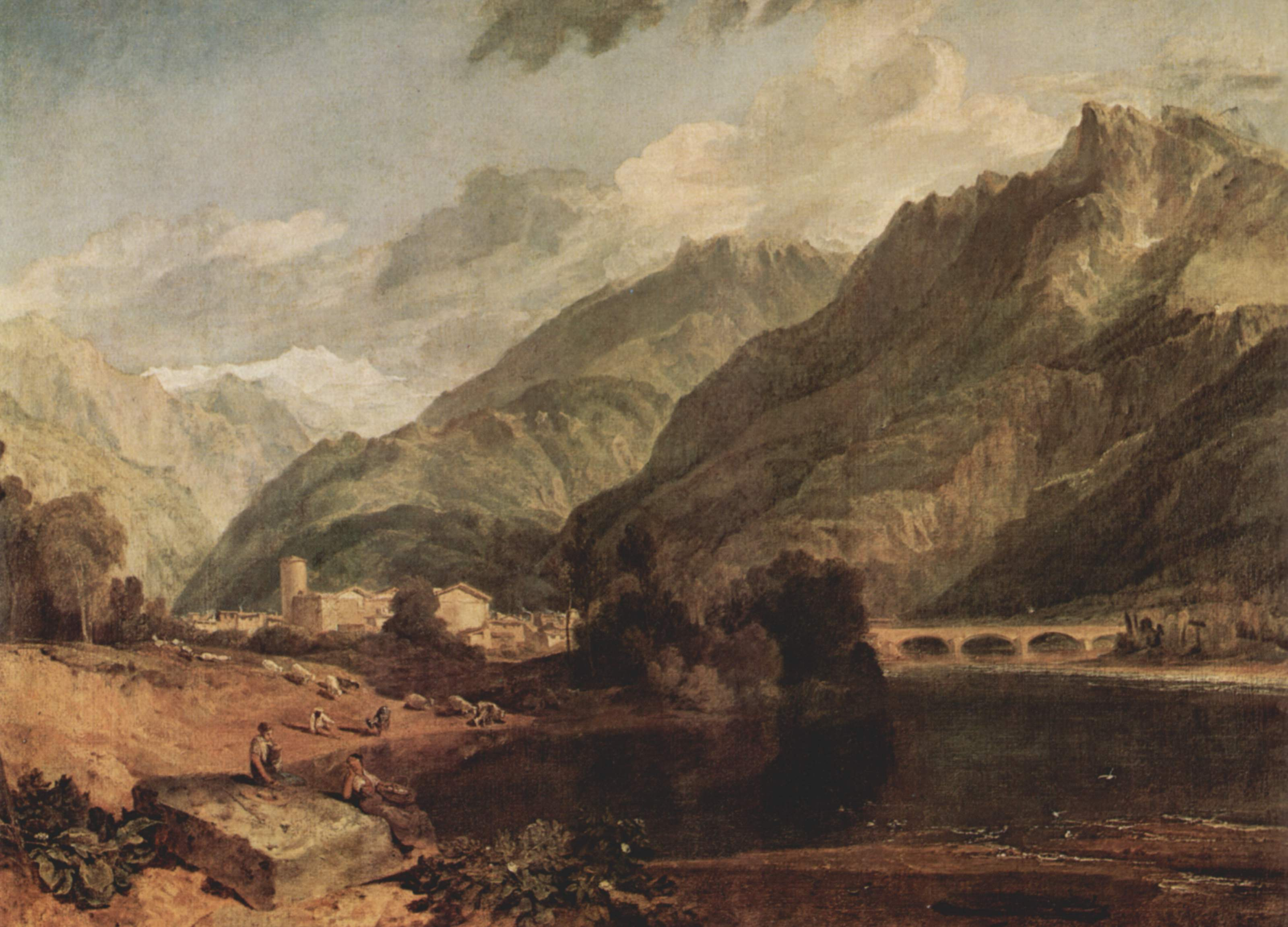
Bonneville pintado por Turner en 1803.

Fundada por Pedro II de Saboya en 1283, en 1310 se convierte en la capital de la provincia de Faucigny, en sustitución de Cluses. En tiempos de la Revolución francesa, la ciudad se llamaba  Mont-Molez o Mont-Mole. El 6 de agosto de 1961 se le anexiona la comuna de Pontchy y posteriormente la comuna de La-Côte-d'Hyot se fusiona con Bonneville el 16 de diciembre de 1964.

## Demografía
| 812                       | 1 038 | 1 051 | 1 302 | 1 620 | 2 168 | 2 127 | 2 052 | 2 284 | 2 185 | 2 247 | 2 271 | 2 358 | 2 213 | 2 173 | 2 114 | 2 160 | 2 155 | 2 084 | 2 040 | 2 158 | 2 368 | 2 452 | 2 913 | 4 164 | 5 543 | 7 702 | 8 814 | 9 998 | 10 463 | 11 380 | 12 557 |
| (Fuente: INSEE y Cassini) |       |       |       |       |       |       |       |       |       |       |       |       |       |       |       |       |       |       |       |       |       |       |       |       |       |       |       |       |        |        |        |

## Lista de alcaldes
- marzo de 1983 - marzo de 2001: Michel Meylan (MoDem, antes UDF).
- marzo de 2001 - 2015: Martial Saddier (UMP)
- Desde 2015:Stéphane Valli

## Monumentos y lugares de interés
- Castillo de Bonneville, del siglo XIII. Utilizado como prisión hasta 1934, hoy es el centro cultural de la ciudad.
- Castillo de Cormand, del siglo XVI, en la antigua comuna de La-Côte-d'Hyot.
- Castillo de las Torres (Château des Tours).
- El puente del Arve, llamado Puente de Europa.
- La columna de Carlos Félix de Saboya sobre el Puente de Europa.
- Fuente barroca en la plaza del ayuntamiento.
- Iglesia de Pontchy, del siglo XIV.
- Iglesia de Santa Catalina (Sainte-Catherine).
- Iglesia de San Esteban (Saint-Étienne).
- Capillas de Thuet y de La-Côte-d'Hyot.

## Hermanamientos
La ciudad de Bonneville está hermanada con:
- Staufen im Breisgau,  Alemania, desde el 28 de julio de 1963.
- Racconigi,  Italia, desde 17 de septiembre de 1989.

Asimismo, tiene un convenio de cooperación descentralizada con la ciudad de Téra, en Níger, desde el 1 de enero de 2001.